# La Neuvelle-lès-Lure
La Neuvelle-lès-Lure là một xã ở tỉnh Haute-Saône trong vùng Franche-Comté phía đông nước Pháp.